# Olympische Winterspiele 2014/Teilnehmer (Britische Jungferninseln)
| Gelbes Symbol für Goldmedaillen mit stilisierten Olympischen Ringen | Graues Symbol für Silbermedaillen mit stilisierten Olympischen Ringen | Braundes Symbol für Bronzemedaillen mit stilisierten Olympischen Ringen |
| ------------------------------------------------------------------- | --------------------------------------------------------------------- | ----------------------------------------------------------------------- |
| —                                                                   | —                                                                     | —                                                                       |

Die Britischen Jungferninseln nahmen an den Olympischen Winterspielen 2014 in Sotschi mit einem Athleten teil. 
Peter Crook qualifizierte sich für den Halfpipe-Wettbewerb im Freestyle-Skiing. Er war erst der zweite Sportler seines Landes nach Erroll Fraser, der sich für Olympische Winterspiele qualifizierten konnte. Fraser trat 1984 in Sarajevo im Eisschnelllauf an.

## Sportarten

### Freestyle-Skiing
| Halfpipe - Peter Crook 27. Platz |